# لورانس فوستر
لورانس فوستر (بالإنجليزية: Lawrence Foster)‏ هو موزع أمريكي، ولد في 23 أكتوبر 1941 في لوس أنجلوس في الولايات المتحدة.

## وصلات خارجية
- لورانس فوستر على موقع IMDb (الإنجليزية)
- لورانس فوستر على موقع ميوزك برينز (الإنجليزية)
- لورانس فوستر على موقع إن إن دي بي (الإنجليزية)
- لورانس فوستر على موقع أول ميوزيك (الإنجليزية)
- لورانس فوستر على موقع ديسكوغز (الإنجليزية)
- لورانس فوستر على موقع قاعدة بيانات الفيلم (الإنجليزية)